# Ревелска губерния
Ревелска губерния (на руски: Ревельская губерния) е губерния на Руската империя, съществувала от 1719 до 1783 година. Заема северната част на днешна Естония, а столица е град Ревел.
Създадена е на 29 май 1719 година, когато в хода на Великата северна война Русия завладява дотогавашната Шведска Естландия. На 3 юли 1783 година губернията е преобразувана в Ревелско наместничество.